# 臺北市立聯合醫院
臺北市立聯合醫院，簡稱北市聯醫，位於臺灣臺北市的公立大型醫院，隸屬於臺北市政府衛生局。醫療分級上屬於「區域醫院」，目前設有七大院區與散布台北市各處之門診部。現任院長是王智弘醫師。臺北市立聯合醫院是臺北市政府為有效整合各市立醫院資源，於2005年元旦將各市立醫院合併成立。此外臺北市立萬芳醫院與臺北市立關渡醫院，現分別委託臺北醫學大學與臺北榮民總醫院經營，是唯二未整合進入北市聯醫體系的醫院。

## 院區

### 仁愛院區
本名臺北市立仁愛醫院，地址為臺北市大安區仁愛路四段10號，眼科、肝膽腸胃科、腫瘤科、神經外科為仁愛院區的重點科別。其中以肝癌治療為台灣的先驅。台灣第一例的肝腫瘤經皮酒精注射，還有肝腫瘤無線熱頻燒灼術，都是在此醫院進行。

### 中興院區
本名臺北市立中興醫院，地址為臺北市大同區鄭州路145號（市民大道一段），目前市立聯院總院行政大樓亦設於此，與已關院的衛生福利部臺北醫院城區分院（原臺北鐵路醫院）隔鄭州路相望。

### 和平婦幼院區
2007年，臺北市立聯合醫院和平院區與婦幼院區合併為和平婦幼院區，原院區則為「和平分部」與「婦幼分部」。

#### 和平分部
本名臺北市立和平醫院，地址為臺北市中正區中華路二段33號，因在SARS事件封院聞名全國。由於鄰近老年民眾眾多，是一所從幼童、青壯年到老年人都能共同照顧的綜合社區醫院。藉由照顧弱勢族群，結合社區基層醫療體系，促進社區健康服務，以達到善盡公立醫院社會責任。

#### 婦幼分部
本名臺北市立婦幼綜合醫院，地址為台北市中正區福州街12號，共有兩棟大樓。目前該院主要以婦科與兒科為主，與郵政醫院隔南昌路相望。創院於1973年的婦幼院區，現有的醫療大樓自1981年啟用，考量現有設施已經老舊，院方於2005年11月封院整建，並於2006年11月重新開放。婦幼院區於2004年成立全國第一座母乳庫，開啟國內捐贈母乳的風氣。

### 松德院區
本名臺北市立療養院，地址為臺北市信義區松德路309號，主要看診科目包括一般成人精神科、成癮防治科、心身醫學科、兒童青少年精神科、精神官能症、睡眠問題、老人神經精神醫學等，注重於心理、精神疾病醫療。目前為國內精神科專科醫師與住院醫師最多之專科訓練醫院，也和國家衛生研究院合作成立研究室，又稱為臺北市立聯合醫院精神醫學中心（Taipei City Psychiatric Center）。

### 林森中醫昆明院區

#### 林森分部
本名臺北市慢性病防治院，地址為臺北市中山區林森北路530號，原為專科醫院，現已轉型為地區型醫院，看診科目設有內科、骨科、婦科、眼科、耳鼻喉科、皮膚科、家醫科、中醫科等。

#### 昆明分部
本名臺北市立中醫醫院/臺北市立性病防治所，地址為臺北市萬華區昆明街100號，該院區看診種類以中醫、性病、毒品病患為主。由於該院舍有兩個院區，一、二樓看中醫、樓看性病與毒品。有別於一般性病防治所，不註明該院區是服務性病患者的，也讓看診的民眾不會在進入院舍前引起路人指指點點。一樓是中醫門診中心，以中醫為主。

### 陽明院區
原為臺北市立陽明醫院，創始為陽明山管理局立醫院，地址為臺北市士林區雨聲街105號。該院區綜合科加護病房以「降低加護病房病人使用非侵襲性正壓呼吸器臉部壓傷率之改善方案」榮獲110年度醫療品質暨病人安全人才培訓計劃成果發表會「優秀團隊獎」。

### 忠孝院區
本名臺北市立忠孝醫院，地址為臺北市南港區同德路87號 。

## 門診部
- 大同門診部：臺北市大同區昌吉街52號1樓
- 中山門診部：臺北市中山區松江路367號1樓
- 信義門診部：臺北市信義區大道路116號1樓（信義行政中心；廣慈博愛園區內）
- 松山門診部：臺北市松山區八德路四段694號1樓（臺北市松山區行政中心大樓）
- 大安門診部：臺北市大安區辛亥路三段15號1樓
- 政大門診部：臺北市文山區指南路二段117號1樓
- 士林門診部：臺北市士林區中正路439號1樓（臺北市士林區行政中心大樓）
- 北投門診部：臺北市北投區新市街30號5樓
- 中正門診部：臺北市中正區牯嶺街24號1樓
- 內湖門診部：臺北市內湖區民權東路六段99號1樓
- 南港門診部：臺北市南港區南港路一段360號1樓（臺北市南港區行政中心大樓）
- 萬華門診部：臺北市萬華區東園街152號1樓
- 臺北市政府醫務室門診部：臺北市信義區市府路1號北區10樓（臺北市市政大樓）
- 臺北市議會門診部：臺北市信義區仁愛路四段507號臺北市議會2樓
- 臺北市立聯合醫院附設精神科門診：臺北市中正區金山南路一段5號1樓[3]

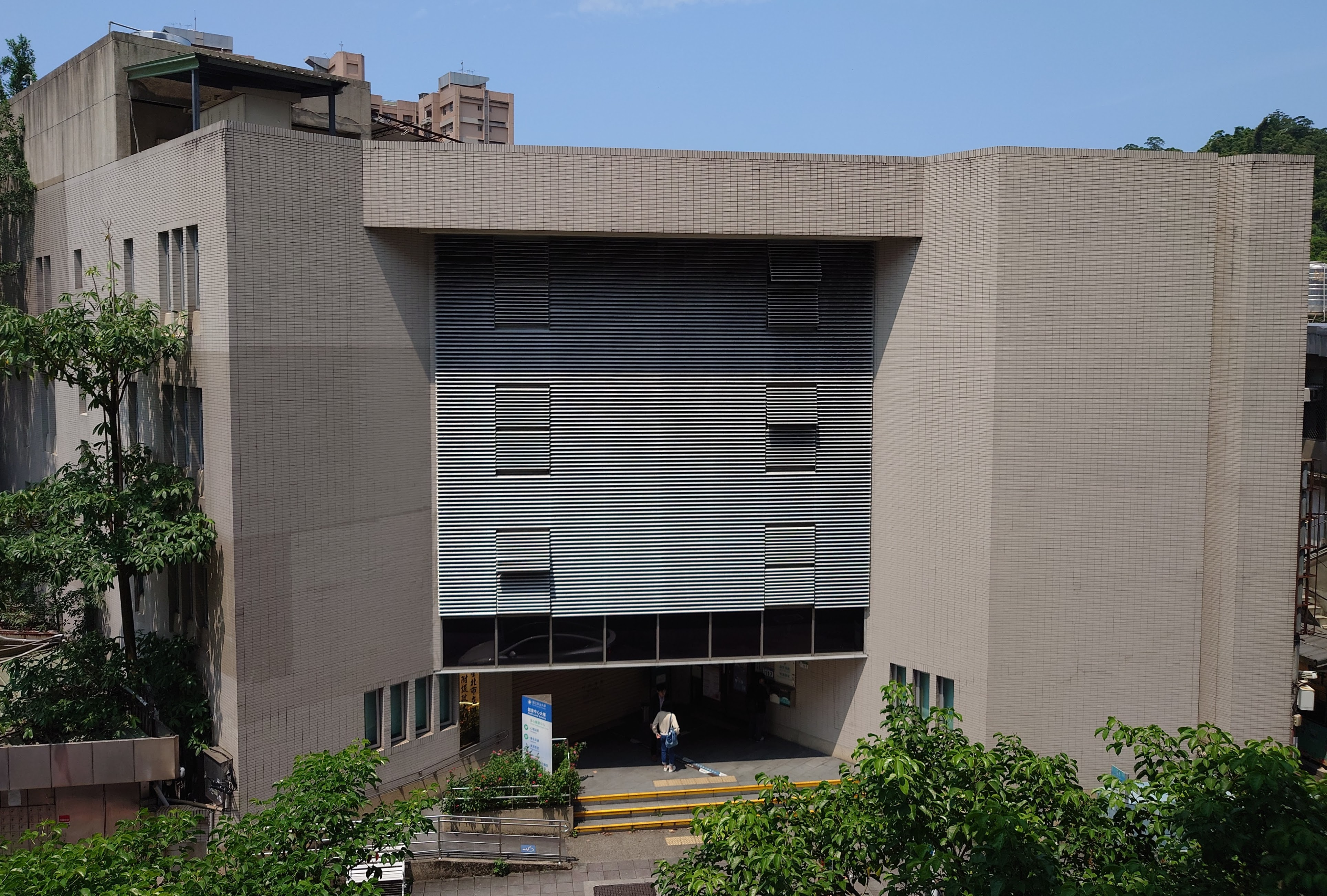
國立政治大學健康中心，一樓為政大門診部

## 與大專院校之學術合作

### 聯盟醫療系統
臺北市立聯合醫院、國立政治大學與國立陽明交通大學三方，於2006年12月23日簽定學術合作合約，建立通識教育及生物科技管理學程合作模式，仿效美國哈佛大學與周邊教學醫院之「聯盟醫療（Partners HealthCare system）」整合，結合人文科學、醫療服務及醫學研究的資源。臺北市立聯合醫院仁愛院區在國立政治大學健康中心設有政大門診部，以規劃「打造首都健康大學城」為目標，服務對象為社區民眾、政大教職員及學生。

### 國立臺灣大學醫學院合作
臺北市立聯合醫院與國立臺灣大學醫學院在2015年3月19日簽訂合作協議，期待共創醫學、教育合作發展，推動實質交流合作。

## 組織
- 院長（1人，職務列簡任第十至第十一職等）
  - 副院長（3(8)人，薦任第九職等至簡任第十職等)
  - 部主任（23人，師(二)級）
  - 中心主任（1(1)人，薦任第八至第九職等）
  - 科主任（54人，師(二)級）
  - 室主任（8(1)人，薦任第八職等至第九職等）
  - 秘書（5人，薦任第八職等至第九職等）
  - 研究員（2人，薦任第八職等至第九職等）
  - 醫師、中醫師、牙醫師（685人，師級）
  - 護理督導長（13人，師(二)級）
  - 組主任（7(27)人，薦任第八職等）
  - 技正（10人，薦任第七職等至第八職等）
  - 副研究員（2人，薦任第七職等至第八職等）
  - 專員（11人，薦任第七職等至第八職等）
  - 股長（16(4)人，薦任第七職等至第八職等）
  - 社會工作師（32人，薦任第六職等至第七職等）
  - 醫事檢驗師、放射師、治療師、營養師、護理師、助產師、心理師、護士（2,836人，師級或士(生)級）
  - 護理長（143人，由護理師兼任）
    - 醫用物理師（4人，委任第五職等至薦任第六職等至七職等）
    - 醫學工程師（12人，委任第五職等至薦任第六職等至七職等）
    - 臨床工程師（8人，委任第五職等至薦任第六職等至七職等）
    - 技士（57人，委任第五職等至薦任第六職等至七職等）
    - 分析師（13人，委任第五職等至薦任第六職等至七職等）
    - 設計師（12人，委任第五職等至薦任第六職等至七職等）
    - 管理師（11人，委任第五職等至薦任第六職等至七職等）
    - 社會工作員（12人，委任第五職等至薦任第六職等至七職等）
    - 科員（61人，委任第五職等至薦任第六職等至七職等）
      - 技佐（41人，委任第四職等至第五職等）（內21人得列薦任）
      - 辦事員（92人，委任第三職等至第五職等）
      - 書記（107人，委任第一職等至第三職等）

#### 會計室
- 會計主任（1人，薦任第八職等至第九職等）
  - 股長（3名，薦任第七職等）
  - 科員（19名，委任第五職等或薦任第六職等至第七職等）
    - 佐理員（10名，委任第四職等至第五職等）
    - 書記（4名，委任第一職等至第三職等）

#### 人事室
- 主任（1名，薦任第八職等至第九職等）
  - 股長（4名，薦任第七職等）
  - 科員（19名，委任第五職等或薦任第六職等至第七職等）
    - 助理員（6名，委任第四職等至第五職等）
    - 書記（2名，委任第一職等至第三職等）

#### 政風室
- 主任（1名，薦任第八職等至第九職等）
  - 股長（3名，薦任第七職等）
  - 科員（10名，委任第五職等或薦任第六職等至第七職等）
    - 助理員（5名，委任第四職等至第五職等）
    - 書記（1名，委任第一職等至第三職等）

### 行政單位
- 企劃行政中心
- 社會工作室
- 總務室
- 工務室
- 醫學工程室
- 會計室
- 政風室
- 醫療事務室
- 稽核室
- 秘書室
- 勞工安全衛生室
- 資訊室
- 人事室

### 醫療單位
- 內科部
- 骨科部
- 兒童醫學部
- 耳鼻喉部
- 緊急醫療部
- 精神醫學部
- 特殊醫學部
- 檢驗部
- 中醫醫學部
- 傳染病防治部
- 藥劑部
- 營養部
- 外科部
- 婦產部
- 麻醉部
- 眼科部
- 社區醫學部
- 復健醫學部
- 病理部
- 影像醫學部
- 口腔醫學部
- 教學研究部
  - 研究發展組
  - 國際事務組
  - 教育訓練組
  - 醫學圖書館
- 護理部
- 兒童發展評估療育中心

## 外部連結
- 官方网站